# Spomenik vojnim žrtvam v Melbournu
Spomenik vojnim žrtvam (angleško Shrine of Remembrance) je na ulici St. Kilda Road v Melbournu v Avstraliji in je eden največjih vojnih spomenikov v Avstraliji.
Zasnovala sta ga arhitekta Phillip Hudson in James Wardrop, ki sta bila veterana iz prve svetovne vojne. Zgrajen je v neoklasicističnem slogu. Temelji na zgradbi mavzoleja v Halikarnasu in Partenonu v Atenah. Element na vrhu ziguratne strehe spomenika se zgleduje po Lizikratovem spomeniku. Zgrajen je iz granodiorita, peščenjaka in marmorja. Spomenik je  prvotno sestavljal le osrednji del, ki ga je obkrožal ambulatorij. Na marmornem kamnu spomina je vgravirano besedilo: "Večje ljubezni nima nihče" (Greater love hath no man). Enkrat letno, 11. novembra, ob 11. uri (dan spomina) žarek sončne svetlobe posije skozi odprtino na strehi in osvetli besedo ljubezen. Pod spomenikom je grobnica z bronastim kipom vojaka očeta in sina, na ploščah so napisane vse enote avstralskih sil.
Spomenik je nastajal dolgo, začelo se je leta 1918, ko je bil dan predlog za gradnjo viktorijanskega spomenika. Ustanovljena sta bila dva odbora, od katerih je eden tekmoval za oblikovanje. Zmagovalec je bil objavljen leta 1922. Nasprotniki predloga (vodila sta jih Keith Murdoch in The Herald) so prisilili tedanjo vlado, da je ponovno razmislila o oblikovanju. Predlaganih je bilo veliko drugih možnosti, od katerih je bil najpomembnejši predlog za četverokotni trg korpusa (ANZAC) (Australian and New Zealand Army Corps, ANZAC) in kenotaf leta 1926. General sir John Monash je marca 1927 ob državnem dnevu spomina dobil podporo za gradnjo in končno ga je leto kasneje odobrila viktorijanska vlada. Temeljni kamen je bil položen 11. novembra 1927, uradno je bil odprt 11. novembra 1934.